# Salsa verde

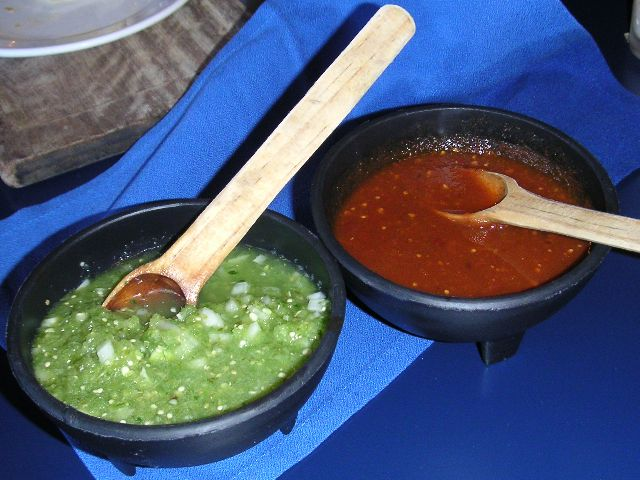
mexická salsa verde (vlevo)

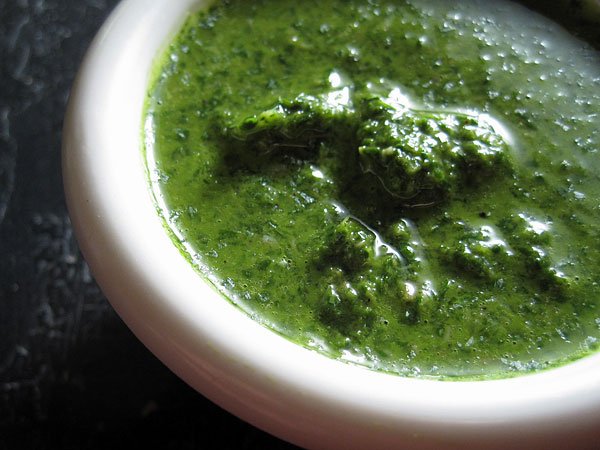
Italská salsa verde

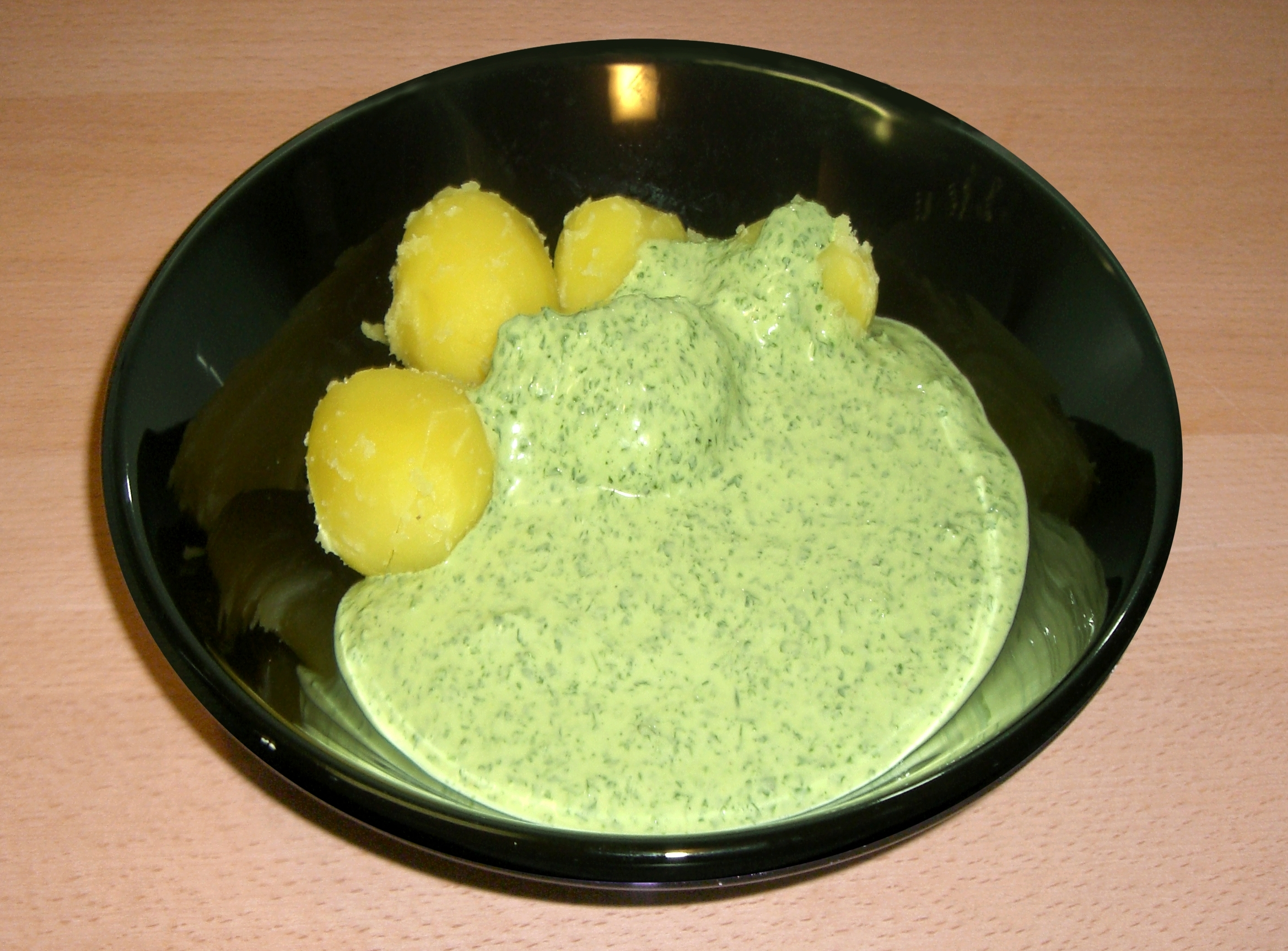
„Frankfurter Grüne Soße“ s brambory

Salsa verde (doslova „zelená omáčka“) je běžný název pro mnoho druhů omáček, složených převážně z bylinek.
Tyto omáčky jsou známy v různých zemích pod různými názvy, například jako „salsa verde“ v Itálii, Španělsku a Mexiku, „sauce verte“ ve Francii, „Grüne Soße“ v Německu (či Frankfurter „Grie Soß“ ve frankfurtském dialektu) nebo argentinská chimichurri.
Tento typ omáčky pochází pravděpodobně z Blízkého východu a do Itálie se dostal s římskými legiemi. Odtud se salsa verde rozšířila do dalších zemí.
Italská salsa verde je studená omáčka složená převážně z nati petrželky, octa, kapar, česneku, cibule, ančoviček a olivového oleje. Přísady se nasekají a pak se smísí s olejem. Dalšími, často používanými složkami jsou: bazalka, máta nebo pažitka.
Mexickou salsu verde tvoří tomatillo, cibule kuchyňská, koriandr, limetová šťáva a chilli papričky.

## Kulturní reference
Jméno Salsa Verde (zřejmě pro posílení komičnosti filmu) použili tvůrci filmu Tajemství hradu v Karpatech pro jednu z hlavních postav.